# Relações entre França e Mauritânia
As relações entre a França e a Mauritânia referem-se as relações entre a França e a Mauritânia. As relações datam da era colonial, quando a Mauritânia foi parte da África Ocidental Francesa.

## Histórico
A maior parte da assistência ao desenvolvimento da Mauritânia na década de 1980 foi fornecida pela França, que também foi o principal fornecedor de investimento privado direto. Os acordos bilaterais assinados com a França em 1961 previam cooperação e ajuda econômica, financeira, técnica, cultural e militar. Embora a Mauritânia se opusesse à França a respeito da independência argelina, dos testes nucleares no Saara e da venda de armas a África do Sul, os laços permaneceram cordiais durante o governo de Moktar Ould Daddah. Os cidadãos franceses trabalharam na Mauritânia como assistentes técnicos no governo, administradores, professores e juízes. Daddah frequentemente viajava para a França e a ajuda ao desenvolvimento dos franceses fluía para a Mauritânia. O nível de envolvimento francês aumentou acentuadamente após o início das hostilidades no Saara Ocidental. Entre 1976 e 1979, quando a Mauritânia declarou unilateralmente a paz e retirou-se dos combates, aviões franceses forneceram apoio aéreo para as tropas mauritanas que combatiam as forças da Frente Polisario e paraquedistas franceses foram estacionados em Nouadhibou (Ver: Operação Lamantin).
A atividade dos dissidentes mauritanos na França, juntamente com a mudança gradual da política da Mauritânia para a Polisario, resultaria em uma crescente frieza em relação a Paris. Em maio de 1979, a Mauritânia solicitou à França para que removesse suas tropas de Nouadhibou. A França continuou a fornecer um alto nível de ajuda financeira, embora menos do que o solicitado pelo governo de Mohamed Khouna Ould Haidalla, e essa redução tornou ainda mais tensos os laços. Após alegadas acusações de apoio marroquino a uma tentativa de golpe de Estado em março de 1981, Haidalla novamente voltou-se para a França para obter garantias da integridade territorial da Mauritânia. O presidente francês Georges Pompidou e Haidalla concluíram um acordo em 1981, quando Marrocos ameaçou levar a luta contra os guerrilheiros da Polisario ao território mauritano. Conforme avançavam cada vez mais os muros marroquinos, os guerrilheiros da Polisario eram obrigados a usar a Mauritânia como um reduto, o presidente Haidalla e, mais tarde, o presidente Maaouya Ould Sid'Ahmed Taya, procuraram e receberam garantias de apoio francês em agosto de 1984 e junho de 1987.